# 개구리밥아과
개구리밥아과(----亞科, 학명: Lemnoideae 렘노이데아이[*])는 천남성과의 아과이다. 과거에는 개구리밥과(Lemnaceae Gray)로 분리해 분류했으나, 계통학적 연구를 통해 천남성과에 포함되었다.
세계에 널리 분포하며, 4속의 약 39종 가량이 알려져 있는데, 한국에는 개구리밥·좀개구리밥의 2종이 자란다.
한해살이풀로서 식물체는 잎 모양이고 물 위에 뜨며 수 mm 정도의 작은 크기를 하고 있다. 뿌리는 없거나 몇 개의 뿌리를 물 속으로 내린다. 줄기와 잎은 그 경계가 분명하지 않은데, 일반적으로 뿌리를 내리는 곳 또는 맥이 나누어지는 곳을 경계 부분으로 여긴다. 한편, 이 경계 부근의 아랫면이나 옆면에는 1개 또는 2개의 패인 부분이 있는데, 이것이 바로 생장점이다. 그리하여 이 부분에서 곁눈이 만들어지는데, 이들은 원래의 식물체에서 일찍부터 떨어져 나와, 대부분 무성적으로 증식하게 된다. 한편, 꽃차례도 그 패인 곳에 생기며, 작은포엽으로 싸이거나 또는 포엽이 없다. 꽃차례는 1-2개의 수꽃과 1개의 암꽃으로 이루어진다. 씨는 1개 또는 몇 개가 만들어진다. 이 과의 식물은 생김새가 다르기는 하지만, 꽃 구조나 발생으로 보아 천남성과 가깝다고 여겨진다.

## 하위 분류
- 개구리밥속(Spirodela Schleid.)
- 분개구리밥속(Wolffia Horkel ex Schleid)
- 좀개구리밥속(Lemna L.)
- Wolffiella Hegelm.